# Пьяные волки
«Пьяные волки» — советский мультфильм о вреде алкоголя, созданный режиссёром Ипполитом Лазарчуком на Киевской киностудии научно-популярных фильмов в 1962 году.

## Сюжет
В основу сюжета мультфильма была взята басня украинского поэта и прозаика Степана Олейника, который также написал сценарий к нему.

Самогонщик Кондрат устроил свою «кухню» подальше от глаз людских, в лесу. Когда он отлучился, оставив наполненную крепкой влагой бочку, два волка — молодой, зелёный (он в фильме очень удачен и раскрашен зелёной краской), и матерый, серый, — пробуют варево, напиваются и мертвецки пьяные тут же засыпают. Кондрат с прибылью. Он везёт домой самогон и двух волков, заранее подсчитывая барыши.
Посередине села спящие и привязанные к телеге волки приходят в себя.
Переполох... Мчится телега с перепуганным Кондратом, которого вовсю кусают волки, скачут с несвойственной им быстротой, впряжённые в телегу быки, и их наконец едва настигает милицейская машина. Все оказываются по надлежащим местам. Волки — в клетке. Кондрат-самогонщик — тоже за решёткой.
— Ирина Гурвич, книга «Мастера советской мультипликации», издание Искусство, 1972 год

## Создатели
- Режиссёр: Ипполит Лазарчук
- Автор сценария: Степан Олейник
- Художник-постановщик: Евгений Сивоконь
- Художники: В. Дыман, Л. Гриценко
- Мультипликаторы: Давид Черкасский, Адольф Педан, Оксана Ткаченко, Марк Драйцун, Л. Телятников, Борис Храневич, Е. Блащук, Владимир Гончаров
- Оператор: Григорий Островский
- Композитор: Антон Муха
- Звукорежиссёр: Ирина Чефранова
- Роли озвучивали: Александр Райданов, Галина Бабенко

## О мультфильме
- Директор Киевской киностудии научно-популярных фильмов требовал изменить вступительные титры мультфильма, поскольку коричневый цвет надписи на оранжевом фоне символизирует фашизм[5].